# ريان تولسون
ريان تولسون (بالإنجليزية: Ryan Toolson)‏ مواليد 21 مارس 1985 في أريزونا، هو لاعب كرة سلة أمريكي. بدأ مسيرته الاحترافية في سنة 2009. يلعب مع زينيت سانت بطرسبرغ. يحمل الرقم 10. يبلغ طوله 6 قدم 4 بوصة (1.9 م).

## المسيرة الاحترافية
لعب مع كارشياكا في موسم 2009–2010، ثم لعب مع تريفيزو لكرة السلة في الدوري الإيطالي في موسم 2010–2011، ثم لعب مع سوتور باسكت مونتيجرانارو في سنة 2011، ثم لعب مع ألياغا بتكيم في موسم 2011–2012، ثم لعب مع سي بي غران كناريا في الدوري الإسباني في موسم 2012–2013، ثم لعب مع بالونكيستو مالقا من سنة 2013 إلى 2015، ثم لعب مع زينيت سانت بطرسبرغ في الدوري الروسي في سنة 2015.

## إحصائيات المسيرة

### الدوري الأوروبي
| السنة   | الفريق           | لعب | بدأ | دقيقة | ميداني% | ثلاثية | حرة  | ارتداد | صنع | استلاب | تصدي | نقطة | أداء |
| ------- | ---------------- | --- | --- | ----- | ------- | ------ | ---- | ------ | --- | ------ | ---- | ---- | ---- |
| 2013–14 | بالونكيستو مالقا | 19  | 5   | 19.1  | .388    | .368   | .941 | 1.1    | 1.0 | .3     | .1   | 7.2  | 3.7  |
| 2014–15 | بالونكيستو مالقا | 22  | 5   | 23.0  | .409    | .370   | .902 | 1.3    | 2.5 | .6     | .0   | 10.9 | 7.9  |
| المسيرة | المسيرة          | 41  | 10  | 21.2  | .401    | .369   | .914 | 1.2    | 1.8 | .4     | .0   | 9.2  | 6.0  |

## روابط خارجية
- ريان تولسون على موقع الدوري الأوروبي لكرة السلة (الإنجليزية)
- ريان تولسون على موقع الدوري الإسباني لكرة السلة (الإسبانية)
- ريان تولسون على موقع كرة السلة الأوروبية.كوم (الإنجليزية)
- ريان تولسون على موقع DraftExpress.com (الإنجليزية)
- ريان تولسون على موقع كلية كرة السلة في سبورتس رفرنس.كوم (الإنجليزية)
- ريان تولسون على موقع ريلجم (الإنجليزية)
- ريان تولسون على موقع بروبوليرز (الإنجليزية)
- ريان تولسون على موقع سبورتس رفرنس (الإنجليزية)